# Vasas SC (vízilabda)
A VasasPlaket magyar férfi vízilabda csapat. Története során 18 alkalommal nyert bajnoki címet, 15-szörös nemzeti kupagyőztes. Nemzetközi szinten kétszer hódította el a BEK-serleget, és háromszor nyerte meg a kupagyőztesek Európa-kupáját (KEK), illetve egy alkalommal a LEN Európa-kupát.

## Elnevezései
- 1945–1949: Vasas SC
- 1950–1956: Budapesti Vasas (Bp. Vasas)
- 1957–1991: Vasas SC
- 1991–2002: Vasas-Plaket
- 2002–2004: Vasas-Plaket-Euroleasing
- 2004–2010: TEVA-VasasPlaket
- 2010–2012: TEVA-Vasas-UNIQA
- 2012–2013: TEVA-Vasas
- 2013–2014: Lactiv-Vasas
- 2014–2020: VasasPlaket
- 2020–202?    : A-Híd VasasPlaket
- 202?–: VasasPlaket

## Története
A szakosztály 1945-ben, férfi szakággal alakult meg. Az alapító tagok között volt Jeney László, valamint Szívós István kétszeres olimpiai bajnokok. Később olyan hírességek pólóztak itt, mint Markovits Kálmán az ’50-es években, a Csapó–Faragó–Kenéz triumvirátus a ’70-es években, a ’90-es években Kósz Zoltán, az új évezredben pedig Kásás Tamás, Madaras Norbert, a Steinmetz- és a Varga-fivérek. Valamennyien olimpiai bajnokok.  A férfi pólósok 18 bajnoki címet szereztek, kétszer hódították el a BEK-et, háromszor voltak KEK győztesek és tizenötször nyerték meg a Magyar Kupát. A 2007/2008-as szezonban a csapat az Euroligában bronzérmes lett. A 2004/2005-ös szezonban a szakosztályvezetés átalakult, és új koncepcióval, a fiatal tehetségekre építve töltötte fel az első csapat keretét. Földi Lászlót, az addigi utánpótlás vezetőt nevezték ki vezetőedzőnek, aki jelenleg is ezt a feladatkört látja el. Az utánpótlás csapatok is számtalan emlékezetes siker részesei voltak. A felnőtt szakmai stáb szorosan együtt dolgozik az utánpótlásedzőkkel, így a mindenkori első csapat hosszú távon is képes a Vasas saját nevelésű játékosaira alapozni. A rendszer kialakításában elévülhetetlen érdeme van a Vasas-legenda Faragó Tamásnak, aki utánpótlás igazgatóként és a fiatal tehetségeknek létrehozott pólósuli irányítójaként felel a pólóhagyományok őrzéséért. A szakmai munka értékét mutatja a korosztályos csapatok által nyert bajnoki érmek. A felnőtt csapat hosszú idő után a 2013-2014-es bajnokságban nem jutott a legjobb négy csapat közé.A 2022-2023-as szezonban a LEN-Európa-kupa döntőjének oda-visszavágós párharcában az olasz Savonát győzte le összesítésben 23–15 arányban, ezzel pedig 21 után nyert a klub újból nemzetközi kupasorozatot.

## Sikerlista
- Magyar bajnok: 18 alkalommal (1947, 1949, 1953, 1975, 1976, 1977, 1979, 1980, 1981, 1983, 1983, 1984, 1989, 2007, 2008, 2009, 2010, 2012)
- Magyar kupa-győztes: 15 alkalommal (1947, 1961, 1971, 1981, 1983, 1984, 1992, 1994, 1996, 1997, 2001, 2002, 2004, 2005, 2009)
- Magyar szuperkupa-győztes: 2 alkalommal (2001, 2006)
- BEK-győztes: 2 alkalommal (1980, 1985)
- KEK-győztes: 3 alkalommal (1986, 1995, 2002)
- LEN-Európa-kupa-győztes: 1 alkalommal (2023)

## Keret
2023–24-es szezon
| №  | Nemzetiség | Játékos                  | Születési idő                 | Poszt                | L/R |
| 1  | HUN        | Lévai Márton             | 1992. április 29. (33 éves)   | Kapus                |     |
| 2  | SRB        | Strahinja Rašović        | 1992. március 9. (33 éves)    | Bekk                 |     |
| 3  | SRB        | Nikola Dedović           | 1992. január 25. (33 éves)    | Bekk                 |     |
| 4  | SRB        | Sava Ranđelović          | 1993. július 17. (31 éves)    | Bekk                 |     |
| 5  | HUN        | Gábor Lőrinc             | 2002. január 25. (23 éves)    | Center               |     |
| 6  | HUN        | Sélley-Rauscher Domonkos | 1987. július 17. (37 éves)    | Kapás szélső, átlövő |     |
| 7  | HUN        | Dala Döme                | 2000. április 26. (25 éves)   | Rosszkéz szélső      |     |
| 7  | HUN        | Lakatos Soma             | 2003. február 4. (22 éves)    | Rosszkéz szélső      |     |
| 8  | HUN        | Burián Gergely           | 1998. március 12. (27 éves)   | Kapás szélső         |     |
| 9  | HUN        | Konarik Ákos             | 2001. március 29. (24 éves)   | Kapás szélső, hátsó  |     |
| 10 | HUN        | Bátori Bence             | 1991. december 28. (33 éves)  | Kapás szélső         |     |
| 11 | HUN        | Bedő Krisztián           | 1993. május 4. (32 éves)      | Center               |     |
| 12 | HUN        | Batizi Benedek           | 2001. augusztus 21. (23 éves) | Bekk                 |     |
| 13 | HUN        | Zerinváry Lóránd         | 1998. augusztus 17. (26 éves) | Bekk, kapás szélső   |     |
| 14 | HUN        | Mizsei Márton            | 1999. november 1. (25 éves)   | Kapus                |     |

| Szakmai stáb | Szakmai stáb    |
| ------------ | --------------- |
| Vezetőedző   | Slobodan Nikić  |
| Másodedző    | Mátéfalvy Csaba |

### Átigazolások(2024-25)
| Érkezők: - Bogdan Đurđić Rari Nantes Savona-tól - Gaszt Roland OSC-től - Mijics Dávid Mlados Zagreb-től - Klár Gergely Szeged-től | Távozók: - Bedő Krisztián (??) - Konarik Ákos (BVSC-Zugló-ba) - Zerinváry Lóránt (??) - Strahinja Rašović (VK Radnički Kragujevac-ba) - Burián Gergely (CN Atlètic Barceloneta-ba) |

## Vezetőedzők
- Bródy György (1947–1948)[2]
- Bozsi Mihály (1948–1958)[3]
- id. Szívós István (1959–1961)[4]
- Szalay Iván (1961–1963)
- Bozsi Mihály (1964–1968)
- Hajduk Gyula (1968)
- Szalay Iván (1968–1971)
- Gyarmati Dezső (1972)
- Rusorán Péter (1973–1978)[5]
- Gerendás Lajos (1978–1979)[6]
- Rusorán Péter (1979–1981)[7]
- Bobori György (1981–1982)
- Rusorán Péter (1983–1986)[8]
- Goór István (1986–1987)[9]
- Kenéz György és Vindisch Kálmán (1987)[10]
- Gyarmati Dezső (1988)[11]
- Kenéz György (1988–1990)[12]
- Csapó Gábor (1990–1993)[13]
- Somossy József (1993–1995)[14]
- Faragó Tamás (1995–2000)[15]
- Somossy József (2000–2003)[16]
- Földi László (2003)[17]
- Kásás Zoltán (2003–2004)[18]
- Földi László (2004–2019)[19]
- Bóbis Máté (2019–2020)[20]
- Vad Lajos (2020–2021)[21]
- Slobodan Nikić (2021–)[22]